# Ragnar Klavan
Ragnar Klavan (ur. 30 października 1985 w Viljandi) – estoński piłkarz występujący na pozycji obrońcy w estońskim klubie Paide Linnameeskond oraz w reprezentacji Estonii.

## Kariera klubowa
Klavan karierę rozpoczynał w 2001 w drugoligowym klubie FC Elva. W 2002 przeniósł się do pierwszoligowego Viljandi Tulevik, początkowo występując także w pełniącej rolę drużyny rezerw Tuleviku Elvie. W nowej drużynie szybko stał się podstawowym graczem klubu. W jego barwach grał przez rok. W tym czasie rozegrał tam 28 spotkań i zdobył dwie bramki. W trakcie sezonu 2003 Klavan przeniósł się do Flory Tallinn. W pierwszym sezonie zdobył z klubem mistrzostwo Estonii oraz Superpuchar tego kraju. W następnym sezonie ponownie sięgnął z nim po to trofeum.
31 sierpnia 2004 Klavan został na trzy miesiące wypożyczony do norweskiej Vålerenga Fotball. W Tippeligaen zadebiutował 19 września 2004 w wygranym 4:1 meczu z Molde FK. W drużynie z Oslo wystąpił dwa razy. Wywalczył z nią również wicemistrzostwo Norwegii. Po zakończeniu sezonu okres jego wypożyczenia przedłużono o rok. W sezonie 2005 w lidze nie zagrał ani razu, a jego klub został mistrzem Norwegii.
W sierpniu 2005 podpisał trzyletni kontrakt z holenderskim Heraclesem Almelo grającym w Eredivisie. Pierwszy występ w holenderskiej ekstraklasie zanotował tam 13 sierpnia 2005 w zremisowanym 1:1 meczu z PSV Eindhoven. W debiutanckim sezonie 2005/2006 pełnił tam rolę rezerwowego, ale od początku następnego był już podstawowym graczem ekipy z Polman Stadion. 31 grudnia 2006 strzelił pierwszego gola w trakcie gry w Eredivisie. Było to w zremisowanym 2:2 spotkaniu z Vitesse Arnhem.

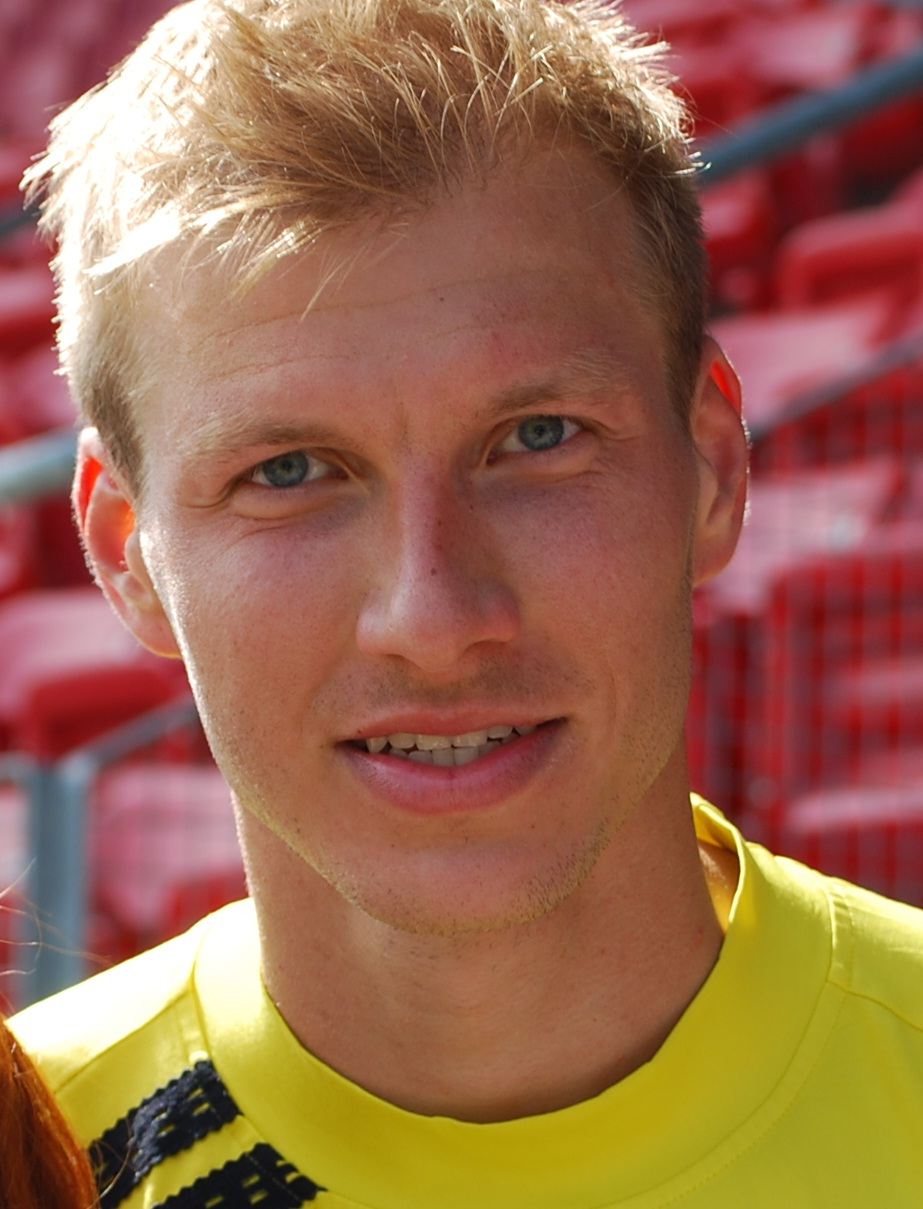
Ragnar Klavan w 2011 roku

27 stycznia 2009 Klavan został wypożyczony do innego pierwszoligowca – AZ Alkmaar. Zadebiutował tam 4 lutego 2009 w wygranym 1:0 pojedynku z Rodą Kerkrade. W sezonie 2008/2009 wywalczył z klubem mistrzostwo Holandii. 1 lipca 2009 na zasadzie transferu definitywnego trafi do AZ Alkmaar.
W lipcu 2012 Klavan przeszedł do FC Augsburg.

### Statystyki kariery
Aktualne na dzień 24 kwietnia 2018 r. Brak jest dokładnych danych dla rozgrywek Pucharu Estonii. Na potrzeby tego zestawienia w razie wątpliwości jako wartość przyjęto zero.
| 2001               | Elva               | Esiliiga           | 25  | 5  |    |   | — | — | —  | — | 25  | 5  |
| 2002               | Elva               | Esiliiga           | 6   | 0  |    |   | — | — | —  | — | 6   | 0  |
| 2002               | Tulevik            | Meistriliiga       | 18  | 0  |    |   | — | — | —  | — | 18  | 0  |
| 2003               | Tulevik            | Meistriliiga       | 10  | 2  |    |   | — | — | —  | — | 10  | 2  |
| 2003               | Flora              | Meistriliiga       | 12  | 1  |    |   | — | — | 2  | 0 | 14  | 1  |
| 2004               | Flora              | Meistriliiga       | 16  | 1  |    |   | — | — | 1  | 0 | 17  | 1  |
| 2004               | Vålerenga (wyp.)   | Eliteserien        | 2   | 0  | 0  | 0 | — | — | —  | — | 2   | 0  |
| 2005               | Vålerenga (wyp.)   | Eliteserien        | 0   | 0  | 2  | 0 | — | — | 0  | 0 | 2   | 0  |
| 2005/06            | Heracles Almelo    | Eredivisie         | 17  | 0  | 0  | 0 | — | — | —  | — | 17  | 0  |
| 2006/07            | Heracles Almelo    | Eredivisie         | 32  | 1  | 0  | 0 | — | — | —  | — | 32  | 1  |
| 2007/08            | Heracles Almelo    | Eredivisie         | 29  | 2  | 4  | 1 | — | — | —  | — | 33  | 3  |
| 2008/09            | Heracles Almelo    | Eredivisie         | 19  | 1  | 1  | 0 | — | — | —  | — | 20  | 1  |
| 2008/09            | AZ Alkmaar (wyp.)  | Eredivisie         | 12  | 0  | 1  | 0 | — | — | —  | — | 13  | 0  |
| 2009/10            | AZ Alkmaar         | Eredivisie         | 11  | 0  | 1  | 0 | — | — | 1  | 0 | 13  | 0  |
| 2010/11            | AZ Alkmaar         | Eredivisie         | 28  | 0  | 3  | 1 | — | — | 8  | 1 | 39  | 2  |
| 2011/12            | AZ Alkmaar         | Eredivisie         | 27  | 0  | 4  | 1 | — | — | 8  | 0 | 39  | 1  |
| 2012/13            | FC Augsburg        | Bundesliga         | 30  | 0  | 2  | 0 | — | — | —  | — | 32  | 0  |
| 2013/14            | FC Augsburg        | Bundesliga         | 30  | 2  | 3  | 0 | — | — | —  | — | 33  | 2  |
| 2014/15            | FC Augsburg        | Bundesliga         | 34  | 2  | 1  | 0 | — | — | —  | — | 35  | 2  |
| 2015/16            | FC Augsburg        | Bundesliga         | 31  | 0  | 3  | 0 | — | — | 6  | 0 | 40  | 0  |
| 2016/17            | Liverpool          | Premier League     | 20  | 0  | 1  | 0 | 4 | 1 | —  | — | 25  | 1  |
| 2017/18            | Liverpool          | Premier League     | 18  | 1  | 0  | 0 | 1 | 0 | 7  | 0 | 26  | 1  |
| Łącznie w karierze | Łącznie w karierze | Łącznie w karierze | 427 | 18 | 26 | 3 | 5 | 1 | 33 | 1 | 491 | 23 |

## Kariera reprezentacyjna
Klavan jest reprezentantem Estonii. W drużynie narodowej zadebiutował 3 lipca 2003 w przegranym 1:5 towarzyskim meczu z Litwą. Natomiast pierwszego gola w reprezentacji strzelił 31 maja 2005 w zremisowanym 1:1 towarzyskim pojedynku z Nową Zelandią.

## Życie prywatne
Jest synem Dzintara. W czerwcu 2011 poślubił Lili Orel. 7 sierpnia 2012 parze urodził się syn Romer.

## Odznaczenia
- Order Gwiazdy Białej IV klasy (2023)[13]